# Santiago Martín Bermúdez
Santiago Martín Bermúdez (Madrid, 1947) es un dramaturgo, crítico musical y traductor español, ganador del Premio Nacional de Literatura Dramática en 2006 con su obra Las gradas de San Felipe y empeño de la lealtad.
Licenciado en Ciencias Políticas y Sociología, es Secretario General de la Asociación de Autores de Teatro y presidente de la revista de música clásica Scherzo, autor de varias obras entre las que destacan Carmencita revisited, Nosotros que nos quisimos tanto, Penas de amor prohibido, Os propongo un brindis, No faltéis esta noche (Premio Lope de Vega), El Quijote (representado en el Festival del Teatro de Almagro en 2005) y 
El vals de los condenados, (Premio Nacional de Teatro Enrique Llovet).